# Operador (mecànica quàntica)
El  operador quàntic  és l'operador matemàtic que representa una magnitud física (observable) en el formalisme de la mecànica quàntica.
Matemàticament els operadors de la mecànica quàntica són aplicacions lineals definides sobre un conjunt o domini en un espai de Hilbert, i que han de satisfer certes propietats formals com la de ser autoadjunts.
Alguns operadors estan definits sobre tot l'espai de Hilbert, aquests operadors es diuen continus o tancats. No obstant això, altres operadors quàntics estan definits només sobre un domini dens en l'espai de Hilbert, però no en tot l'espai de Hilbert. Per exemple l'operador hamiltonià, que representa l'energia del sistema, sol ser un operador no-tancat, la qual cosa es correspon amb el fet físic que molts sistemes no imposen un límit superior per al valor de l'energia

## Operadors posició i moment lineal
Resulten d'especial interès les correspondències entre la mecànica clàssica i la quàntica dels operadors corresponents a la posició i al moment lineal:
{\displaystyle {\hat {x}}=x\quad ;\quad {\hat {y}}=y\quad ;\quad {\hat {z}}=z}
{\displaystyle {\hat {p}}_{x}=-i\hbar {\frac {\partial }{\partial x}}\quad ;\quad {\hat {p}}_{y}=-i\hbar {\frac {\partial }{\partial y}}\quad ;\quad {\hat {p}}_{z}=-i\hbar {\frac {\partial }{\partial z}}}
Així, per exemple, l'energia cinètica, que es desenvolupa com:
{\displaystyle I_{cinc}={\frac {1}{2}}m\left(v_{x}^{2}+v_{y}^{2}+v_{z}^{2}\right)={\frac {1}{2m}}\left(p_{x}^{2}+p_{y}^{2}+p_{z}^{2}\right)}
en passar els operadors a la seva versió quàntica queda d'aquesta manera:
{\displaystyle {\frac {1}{2m}}\left({\hat {p}}_{x}^{2}+{\hat {p}}_{y}^{2}+{\hat {p}}_{z}^{2}\right)=-{\frac {\hbar ^{2}}{2m}}\nabla ^{2}}

## Commutació d'operadors
Es diu que dos operadors commuten quan compleixen:
{\displaystyle [{\hat {A}},{\hat {B}}]={\hat {A}}{\hat {B}}-{\hat {B}}{\hat {A}}=0}
Un teorema d'importància cabdal en la mecànica quàntica és el que segueix:
" Si i només si dos operadors commuten, tenen un conjunt de funcions pròpies en comú ".
Com es pot veure de forma molt senzilla a partir de les relacions de l'apartat anterior, per a una direcció espacial donada (diguem la x) els operadors posició i moment lineal no commuten. Això implica que no tenen cap funció pròpia en comú. Així doncs, per a qualsevol funció d'ones, si és possible determinar de forma reproduïble la posició, en la determinació del moment lineal hi haurà sempre una contribució estadística. Aquest és un cas particular del principi d'indeterminació de Heisenberg.

## Representació matricial d'un operador
Es diu que un operador {\displaystyle {\hat {O}}} és lineal quan, per a qualsevol x, i, es compleix:
{\displaystyle {\hat {O}}(x{\vec {a}}+i{\vec {b}})=x{\hat {O}}{\vec {a}}'i{\hat {O}}{\vec {b}}}
D'aquesta manera, un operador lineal està completament determinat si es coneix el seu efecte sobretot vector. Com qualsevol vector es pot definir com combinació lineal dels vectors d'una base ({\displaystyle {\hat {O}}{\vec {a}}=\sum _{i}a_{i}{\vec {e_{i}}}}), n'hi ha prou conèixer com afecta un operador lineal a cada vector d'una base per determinar completament. D'altra banda, com {\displaystyle {\hat {O}}{\vec {e_{i}}}} també és un vector, sempre es pot descriure com:
{\displaystyle {\hat {O}}{\vec {e_{i}}}=\sum _{j}o_{ij}{\vec {e_{j}}}}
on {\displaystyle o_{ij}} és el component del vector {\displaystyle {\hat {O}}{\vec {e_{i}}}} en la direcció {\displaystyle {\vec {e_{j}}}}. Aquests components es poden ordenar en forma d'una matriu (quadrada) {\displaystyle i\times j}, que constitueix una altra descripció completa de {\displaystyle {\hat {O}}}, i rep el nom de  representació matricial d'un operador .